# 伊琳娜·费迪辛
伊琳娜·彼得里芙娜·费迪辛（烏克蘭語：Іри́на Петрі́вна Феди́шин，羅馬化：Iryna Petrivna Fedyshyn，1987年2月1日—），乌克兰女歌手、作曲家，生于音乐家世家，曾在利維夫大学学习经济学，2005年进入2005年歐洲歌唱大賽乌克兰初选半决赛。